# London Spirit
Die London Spirit sind ein englisches Cricket-Franchise aus London, das seit dem Jahr 2021 mit einem Männer- und einem Frauen-Team an The Hundred teilnimmt.

## Geschichte
Nach der Verkündung der Teilnahme der Teams an The Hundred im Jahr 2019 wurde der Australier Shane Warne als Coach des Männer-Teams und die Australierin Lisa Keightley als Coach des Frauen-Teams vorgestellt. Als assoziierte Counties wurden Essex, Middlesex und  Northamptonshire bekanntgegeben. Als Kapitäne wurden zunächst Eoin Morgan und Heather Knight bestimmt. In der ersten Saison verpassten beide Mannschaften den Einzug in die Playoffs. Im Jahr darauf gelang es dem Männer-Team, als Dritter ins Halbfinale einzuziehen, wo man mit 5 Wickets an den Manchester Originals scheiterte. Nach einer weiteren Saison, in der beide Teams früh ausschieden, gelang es dem Frauen-Team, die Saison 2024 mit einem 4 Wickets-Sieg im Finale gegen die Welsh Fire für sich zu entscheiden.

## Abschneiden in The Hundred

### Frauen
Das Frauen-Team schnitt in The Hundred wie folgt ab:
| Jahr | Spiele | Siege | Niederlagen | No Result | Endplatzierung (Vorrunde) |
| ---- | ------ | ----- | ----------- | --------- | ------------------------- |
| 2021 | 8      | 4     | 4           | 0         | Vorrunde (4/8)            |
| 2022 | 6      | 2     | 4           | 0         | Vorrunde (7/8)            |
| 2023 | 8      | 2     | 4           | 2         | Vorrunde (6/8)            |
| 2024 | 8      | 4     | 3           | 0         | Sieger (3/8)              |

### Männer
Das Männer-Team schnitt in The Hundred wie folgt ab:
| Jahr | Spiele | Siege | Niederlagen | No Result | Endplatzierung (Vorrunde) |
| ---- | ------ | ----- | ----------- | --------- | ------------------------- |
| 2021 | 8      | 1     | 6           | 0         | Vorrunde (8/8)            |
| 2022 | 8      | 5     | 3           | 0         | Halbfinale (3/8)          |
| 2023 | 8      | 2     | 4           | 2         | Vorrunde (7/8)            |
| 2024 | 8      | 1     | 7           | 0         | Vorrunde (8/8)            |